# Helena Vondráčková

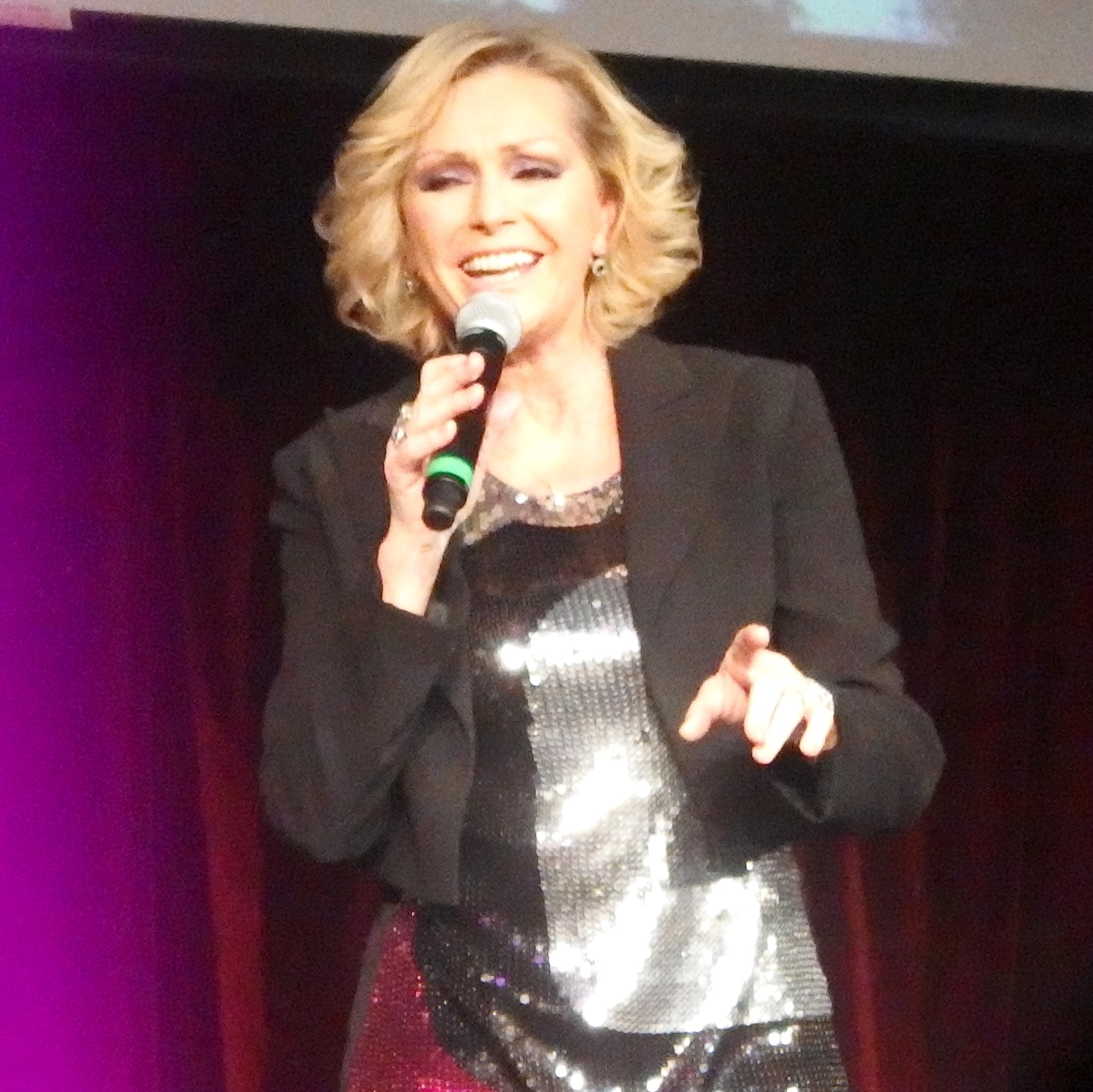
Helena Vondráčková pe scenă (2014)

Helena Vondráčková (n. 24 iunie 1947, Praga, Cehoslovacia)  este o cântăreață și actriță cehă a cărei carieră se întinde pe cinci decenii. Este sora actorului și cântărețului Jiří Vondráček și mătușa cântăreței și actriței Lucie Vondráčková.

## Biografie
Helena Vondráčková s-a născut pe 24 iunie 1947 la Praga, mama Blažena și Jiří Vondráček. Și-a petrecut copilăria în Slatiňany, în Boemia de Est, împreună cu fratele ei Jiří și sora Zdena, care provine din căsătoria anterioară a mamei sale. Locuiește în satul Řitka din districtul Praga-Vest.
Câștigătoare a premiului „Zlatý slavík” (Privighetoarea de aur) în 1965, a făcut parte între 1968 și 1970 din faimosul grup pop trio Golden Kids, împreună cu Marta Kubišová și Václav Neckář. 
La începutul anilor 1960 și a devenit una dintre cele mai populare cântărețe din Europa de Est. Ea și-a făcut debutul în film în 1968 cu filmul Šíleně smutná princezna (Prințesa teribil de tristă), alături de partenerul ei frecvent de duet, Václav Neckář, în rolul prințesei Helena. Au urmat și alte roluri de film, ultimul fiind Kamenák 2 în anul 2004.
Pe plan internațional, ea a fost printre altele câștigătoarea concursului  primit printre care Premii la Miss of Festival International Cancao Popular (Rio de Janeiro, Brazilia), Gouden Boot (Belgia), Hitashi Award (Japonia), Festivalul internațional Olymp de la Cancon (Atena, Grecia), Prix de public, Festival Coupe d'Europe (Franța), Nagrada Pubilca (Split, Iugoslavia), Halk ödülü Müsik Festival (Turcia) și la festivalul internațional de muzică bulgară.

A participat în 1971 la a patra ediție a Festivalului Internațional „Cerbul de Aur“ (Brașov, România), unde s-a clasat pe locul doi, câștigând trofeul „Cerbul de Argint”.

## Filmografie selectivă
- 1968 Sílene smutná princezna, regia Borivoj Zeman
- 1975 Romanță pentru o coroană (Romance za korunu), regia Zbynek Brynych
- 1978 Speriați-l pe compozitor! (Jen ho nechte, at se bojí), regia Ladislav Rychman
- 1982 Revue na zakázku, regia Zdenek Podskalský : Șeherezada
- 1982 Zpevaci na kraji nemocnice,  regia Jaromír Vasta
- 2020 Zenská pomsta,  regia Dusan Rapos